# Scymnus solidus
Scymnus solidus är en skalbaggsart som beskrevs av Thomas Casey 1899. Scymnus solidus ingår i släktet Scymnus och familjen nyckelpigor. Inga underarter finns listade i Catalogue of Life.